# マレール・デイ
マレール・デイ（Marele Day）はオーストラリアの推理作家、ハードボイルド作家、編集者。女性。シドニー生まれ。
シドニー大学卒業。果樹園の果物収穫係や大学講師などさまざまな職を経たのち、フリーランスの編集者を務めながら小説家デビュー。1988年発表のデビュー作"The Life and Crimes of Harry Lavender"は、シドニーで事務所を構える女性私立探偵クラウディア・バレンタインを主人公にしたハードボイルド作品で、シリーズ化され第4作まで発表されている。そのうち、3作目の『破滅への舞踏』（1992）は、アメリカ私立探偵作家クラブ（PWA）主催のシェイマス賞最優秀ペーパーバック賞を受賞した。
1997年には、"How to write crime"でオーストラリア推理作家協会主催のネッド・ケリー賞最優秀ノンフィクション賞を受賞。2008年にはオーストラリア推理作家協会から功労賞が授与された。

## 日本語訳作品
- 神の子羊 （訳：田中よう子、2002年8月、DHC、ISBN 9784887242869）（Lambs of God） - ※著者名の表記は「マーレル・デイ」
- 破滅への舞踏 （訳：沢万里子、2002年12月、文藝春秋 文春文庫、ISBN 9784167661236）（The Last Tango of Dolores Delgado (1992)）
  - アメリカ私立探偵作家クラブ主催 シェイマス賞最優秀ペーパーバック賞受賞

## 主な作品
英語で執筆
- クラウディア・バレンタイン（Claudia Valentine）シリーズ
  - The Life and Crimes of Harry Lavender (1988)
  - The Case of the Chinese Boxes (1990)
  - The Last Tango of Dolores Delgado (1992) （破滅への舞踏）
  - The Disappearances of Madalena Grimaldi (1994)
- その他の小説
  - Lambs of God （神の子羊）